# Pelle Gunnerfeldt
Per Magnus Axel "Pelle" Gunnerfeldt, född 9 december 1973 i Luleå, är en svensk musiker och producent. Gunnerfeldt är medlem i bandet Fireside och har producerat skivor åt bland andra The Hives och Deportees.
År 2004 vann han grammisen Årets producent för The Hives tredje skiva Tyrannosaurus Hives.

## Diskografi
Diskografi i urval.

### Med Fireside
- 1994 – Fantastic Four
- 1995 – Do Not Tailgate
- 1997 – Uomini D'onore
- 1998 – Hello Kids
- 2000 – Elite
- 2003 – Get Shot
- 2022 – Bin Juice

### Som producent
- 1994 – Outlines, Breach
- 1996 – Songs to Fan the Flames of Discontent, Refused
- 1999 – Early Morning Are You Working?, Honey Is Cool
- 2000 – Veni Vidi Vicious, The Hives
- 2000 – Angel Youth, Last Days of April
- 2001 – The Human Atom Bombs, Randy
- 2003 – Oh My God! What Have I Done?, Hell on Wheels
- 2004 – Tyrannosaurus Hives, The Hives
- 2004 – Kiss & Tell, Sahara Hotnights
- 2006 – The Broken Habanas, Atomic Swing
- 2006 – Damaged Goods, Deportees
- 2007 – Mount Pleasure, Moneybrother
- 2013 – Verden er enkel, Honningbarna
- 2017 – It's A Dare, Rome Is Not A Town
- 2018 – Street Worms, Viagra Boys
- 2022 – Mad Gone Wild, Johnossi